# Bernard Degavre
Bernard Degavre, né à Bruxelles le 20 août 1954, est un auteur-compositeur-interprète belge.

## Biographie
Bernard Degavre entre à l'académie de musique d'Ixelles à l'âge de 9 ans, il y apprend le solfège pendant 5 ans et fait 9 ans de guitare classique ainsi qu'un an d'harmonie. 
Il fait ses débuts sur scène en 1972 au sein d'une troupe où il présente des chansons de Boris Vian, Georges Brassens, Georges Moustaki notamment. Il commence à écrire ses chansons et donne des spectacles de chanson française alors qu'il est à l'université dans des centres culturels et des cafés théâtres. Avec son complice Philippe Gosseries, puis l'arrivée de Michel Zaleski, il constitue le groupe Au petit bonheur la chance (rebaptisé ensuite Apostrophe) ; avec ce groupe il fait, en 1976, son 1er passage télévisé sur la RTBF dans l'émission Si l'on chantait qui donne sa chance aux jeunes talents. 
En août 1980 il est programmé et participe au Festival de la nouvelle chanson belge avec Maurane, Jacques Ivan Duchesne, Guy Cabay, Daria de Martynoff, Joseph Reynaerts, Claudine Dailly, Isabelle Rigaux, André Burton...
De sa rencontre avec Pierre Van Dormael et des musiciens qu'il lui présente nait un premier 45 tours. Ce  single que Bernard Degavre écrit et compose Une fille pour la lune sort en 1982 chez Vogue. Ses musiciens sont alors Pierre Van Dormael, qui fait également les arrangements, Barry Mc Neese, Philippe Mobers et Philippe Decock.
Dans les années 1980 il se produit sur de nombreuses radios, telle la RTBF, ou télévisions, comme dans l'émission Lollipop invité de Philippe Geluck, et donne des concerts notamment à l'Intemporel, la Samaritaine ... En parallèle, entre 1982 et 1983, il crée un groupe un peu plus rock appelé Rendez-vous avec Philippe Gosseries à la basse et le guitariste José Cuisset. 
En 1990 il reconstitue un groupe avec la participation de Caron Mulongo, Pierrot Debiesme, Guy Stroobant, Alain Colard, Manitas, François Philips (dit Wawa) et continue ses concerts dans plusieurs salles ; il offre à cette époque une tournée dans les prisons de Belgique. Il se produit également en duo avec le chanteur Jean-Jou Kawende.
En l'an 2000 sort Tu es tout simplement venue, un premier album à partir des textes du poète Michel Cliquet avec différentes ambiances selon l'atmosphère de chaque texte (reggae, ballade, blues). Les musiciens de l'album sont Pierrot Debiesme (guitare), Pascal Chardome (claviers), Gwenaël Micault (pianiste et bandonéoniste), Pierre Michaud (violoncelle).
Il enregistre un CD et DVD live à l’Espace Delvaux de Bruxelles en 2005.  Après son passage au « Rallye Chantons français ! » la même année, Bernard Degavre intègre depuis le catalogue des tournées "Art et Vie",.
Bernard Degavre sort en 2010 l'album à coloration Rock folk qu'il considère comme étant  le plus abouti, le plus proche de lui, Suis ta route, co-écrit et co-produit avec Barry Mc Neese. Parmi les musiciens, outre ce dernier, on retrouve Guy Stroobant, Philippe Mobers, Gwenaël Micault, Kevin Mulligan, Pierre Michaud, Fabrice Manzini et Pierrot Debiesme. Dans l'album figure une chanson de défense de l'écologie Elle est belle la planète. À la suite du centième anniversaire de Rosa Parks Bernard Degavre dévoile, en 2013, son clip Rosa Parks, chanson extraite de son dernier album Suis ta route.
En 2015 sort le single Les Tabloïdes.
Depuis 2016, il rend hommage à Georges Moustaki dont les chansons ont inspiré et motivé son engagement en chanson française. Il est accompagné dans ces concerts par Ariane De Bièvre (flûte et percussions), Patrick De Schuyter (guitares) et Barry Mc Neese (basse) qui est aussi le directeur artistique du groupe. Dans ce spectacle il revisite le répertoire de Georges Moustaki, avec une énergie nouvelle et inattendue -révélée au travers des ballades ainsi  que des rythmes brésiliens- et propose ainsi un nouveau voyage à travers ses textes et compositions. 
Dans le cadre des tournées "Art et Vie", Bernard Degavre donne aussi une série de concerts Voyage en chanson française qui reprend des chansons d'une génération plus jeune (Yves Simon, Nicolas Peyrac, Maxime Le Forestier...) et des chansons de son propre répertoire.
Fin 2021, il sort Au fil de l'eau, un album de douze titres. Les paroles et musiques sont de Bernard Degavre, à l'exception du titre La nuit du renard dont les paroles sont de Daniel De Bruycker.

## Discographie
La discographie de Bernard Degavre est présente sur les principales plateformes de streaming musical, notamment Spotify.

### Singles
- 1982 Une fille pour la lune[17]
- 2015 Les tabloïdes[18]
- 2023 Le Monde